# 楼煩
楼煩（ろうはん、拼音：Lóufán、上古音：Lobian）とは、古代の民族あるいは、その国家。遊牧を生業とし、その領土は現在の中国山西省・オルドス地方一帯である。後に趙に滅ぼされ、その故地には雁門郡が置かれた。匈奴の祖先の一つと見られており、北へ移動した部族は、冒頓単于の時代に匈奴に併合された。

## 歴史
楼煩は、周に服属し、朝貢した。春秋時代には、晋の北方に住み、林胡とともに戎の一つと見なされ、多くの部族に分かれていた。
戦国時代初期、趙の武霊王は騎馬民族から取り入れた胡服騎射を導入し、楼煩国を破った。楼煩人は北へ追いやられ、趙・燕に服属することとなった。趙は、楼煩の故地を領有し、雁門郡を設置した。
匈奴の冒頓単于の時代には、楼煩は東胡とともに破られ、部族は併合されるとともに匈奴がオルドス地方を領有した。
楚漢戦争の時代、劉邦の陣営には楼煩の武将がいたと伝わる。しかし、項羽の陣営にもおり、当時は騎射に長けた者は往々にして皆「楼煩」と呼ばれたためとも考えられる。
紀元前127年、前漢の武将衛青は匈奴の楼煩王・白羊王を破り、オルドス地方を獲得し朔方郡を設置した。漢の時代、楼煩県は元来雁門関の外にあったが、晋の時代には現在の山西省忻州市原平市に移された。隋唐の時代には、楼煩郡が置かれた。

## 遺跡
現在の山西省太原市婁煩県馬家荘郷新城村皇帝峁に現存する婁煩古城遺跡は、春秋時代の楼煩国の首都の遺跡である。